# جوزيف بيري برادبري
جوزيف بيري برادبري (بالإنجليزية: Joseph Perry Bradbury) هو قاضي ومحامي أمريكي، ولد في 21 نوفمبر 1838 في مقاطعة غاليا في الولايات المتحدة، وتوفي في 15 يوليو 1915 في بوميروي في الولايات المتحدة.